# Elza Ibrahimowa
Elza Ibrahimowa (aserbaidschanisch: Elza İmaməddin qızı İbrahimova; * 10. Januar 1938 in Hacıqabul; † 11. Februar 2012 in Baku) war eine aserbaidschanische Komponistin und Volksschauspielerin in Aserbaidschan und Dagestan.

## Leben
Elza Ibrahimowa besuchte die Musikschule in Baku, 1957 die Kompositionsklasse der A.Zejnalli-Musikschule und studierte 1964 Komposition am Staatlichen Ü.Hadschibajow-Konservatorium Aserbaidschan (heutige Musikakademie Baku).

## Schaffen
Ihr erstes Werk komponierte sie 1969. Sängerin ihres Werkes „Yalan ha deyil“  nach Text von Mahammad Rahim war Schöwkat Alakbarowa. Das auf der Grundlage des Textes von Rafik Zaka komponierte Werk „Qurban vererdim“ wurde in der Sowjetunion vom Kunstrat nicht positiv aufgenommen. Sie war eine der ersten Komponisten, die Tango-Rhythmen in die Estrada eingebracht hat, welche nicht dem sowjetischen Geist entsprachen. Später zählten Musikwerke wie „Sən mənə lazımsan“ (Text Aliaga Kürtschajli), „Bağçadan keçmirsən“ (Text Alibajli A.) und andere im Tango-Rhythmus komponierte Werke nebst „Qurban vererdim“ zu ihren beliebten Kompositionen.
Bei ihrem Schaffen hat sie sich nicht nur auf das Estrada-Genre beschränkt, sondern für ihre Diplomarbeit ein Konzert für Klavier und Orchester, Werke wie „Afət“, „Şeyx Şamil“ und „Yanan laylalar“ sowie eine Hymne anlässlich des 130-jährigen Jubiläums der Erdölarbeiter der Erdölindustrie Aserbaidschan geschrieben.
Im Laufe ihres Schaffens hat sie vielfältige, originelle Romanzen, Sonaten und Quartette komponiert. Ihr Musikwerk „Ey vətən“ in der Darbietung des Sängers Rashid Behbudov hat Aserbaidschan musikalisch weltweit vertreten. Des Weiteren hat sie die Musik für hunderte Gedichte aserbaidschanischer Dichter in russischer Sprache komponiert.
Im Jahre 1992 wurde sie mit dem Titel „verdiente Künstlerin“ der Republik Aserbaidschan, im Jahre 2008 mit dem Titel „Volksschauspielerin“ der Republik Aserbaidschan ausgezeichnet.
Nach langjähriger Krankheit verstarb sie im 74. Lebensjahr. Die Komponistin wurde im zweiten Ehrenfriedhof begraben.

## Werke
- Oper „Afət“ (Autor: Hüsejn Dschawid)
- Oper „Yanan laylalar“ (Libretto-Ramiz Hejdar, 1992)
- „Hymne der Erdölarbeiter“ (2001) für symphonisches Orchester in Worten Zijadoglu Z.
- Musik für Kinofilm „Dünya sevənlərindi“ (1998)
- Musiken und Romanzen in Wörter der Dichter B.Hejdar, B.Wahabzada, O.Gotschulu, W.Aziz, R.Afandijewa etc. (1990–2001)
- „Rekviyem“ zum Andenken von Michael Jackson, 2009
- „Gecələr bulaq başı“ in Wörter von B.Wahabzada

## Filmographie
- Nəğməkar torpaq (Film, 1981)
- Bağışla (Film, 1983)
- Qayıdış (Film, 1992)
- Yalçın (Film, 2004)
- Sən yadıma düşəndə..... (Film, 2013)

## Andenken
Erlass vom 22. Dezember 2017 des Präsidenten der Republik Aserbaidschan İlham Əliyev über Durchführung des 80-jährigen Jubiläums von Elza Ibrahimowa.